# Steen Juul
Steen Juul (født 20. august 1950) er den mest vindende danske travtræner og har været aktiv træner siden 1974. Han har vundet ti sejre i Dansk Trav Derby, har indkørt flest præmiepenge og vundet flere klassiske løb end nogen andre trænere og kuske i Danmark. Med over 7500 sejre på cv'et er han en af de oftest sejrende travkuske i Europa. Steen Juul vandt Danmarks største internationale løb, Copenhagen Cup, i 2002 med Legendary Lover K.
Steen Juul er optaget i Travsportens Hall Of Fame. 
I oktober 2008 under et travløb blev Steen Juul slynget ud af sin sulky og højt op i luften. Han landede på travbanen og var bevidstløs. Et af de brækkede ribben var gået gennem lungen. Skulder og kraveben var brækkede. Allerede i januar 2009 kørte han igen travløb.  I august 2009 var han tilbage i Derby-løbet. 
Steen Juul har vundet DM for Travtrænere to gange i 2002 og 2011.

## Steen Juuls derbysejre[4]
| År   | Hest              | Kusk       | Træner          |
| ---- | ----------------- | ---------- | --------------- |
| 1983 | For Ever Vixi     | Steen Juul | Steen Juul      |
| 1987 | Konsonant         | Steen Juul | Steen Juul      |
| 1990 | New Quick         | Steen Juul | Steen Juul      |
| 1993 | Rudolf Le Ann     | Steen Juul | Steen Juul      |
| 1994 | Skalflex          | Steen Juul | Leo S. Larsen   |
| 1997 | Atom Tess         | Steen Juul | Peter Rasmussen |
| 2007 | Leviti            | Steen Juul | Steen Juul      |
| 2017 | Bvlgari Peak      | Steen Juul | Steen Juul      |
| 2018 | Chock Nock        | Björn Goop | Steen Juul      |
| 2020 | Extreme           | Steen Juul | Steen Juul      |
| 2021 | Festival of Speed | Steen Juul | Steen Juul      |

## Championater
Den travkusk, der et år har flest sejre på en bane bliver banens champion. Den kusk, der vinder flest sejre på landsplan bliver landschampion. Steen Juul har følgende championater på sin merit-liste 

### Landschampionater (8)
1980-1984, 1994, 1999 (størst på 278 sejre I 1999), 2017

### Skive (7)
1976-1982

### Charlottenlund (34)
1985,1987,1989-1991,1994-2011, 2013-2023
(Størst med eksisterende rekord 149 i 1987)

### Billund (2)
1981,1982

### Skovbo (4)
1984, 1989, 2000, 2001

### Odense (5)
1993, 1999, 2016, 2017, 2021

### Nykøbing (1)
2010 
 Der er for få eller ingen kildehenvisninger i denne artikel, hvilket er et problem. Du kan hjælpe ved at angive troværdige kilder til de påstande, som fremføres i artiklen.